# Alexandra Müller-Jontschewa
Alexandra Müller-Jontschewa (* 7. Juni 1948 in Sofia) ist eine deutsch-bulgarische Malerin und Grafikerin.

## Leben und Werk
Der Vater Alexandra Müller-Jontschewas war Professor für Schriftgestaltung und Rektor einer Kunsthochschule in Sofia. Die Mutter arbeitete als freie Grafikerin. 1962 bis 1967 besuchte Alexandra Müller-Jontschewa die Kunstoberschule Sofia. Sie machte ihr Abitur mit Schwerpunkt Plastik. Nach dem Umzug in die DDR studierte sie 1967 bis 1972 bei Harry Blume, Bernhard Heisig, Wolfgang Mattheuer und Werner Tübke an der Hochschule für Grafik und Buchkunst in Leipzig. Das Diplom machte sie im Fach Ausstellungsgestaltung und Gebrauchsgrafik. 1972 heiratete sie den Maler und Grafiker Hans-Peter Müller. Seitdem ist sie mit ihm freischaffend in einer Ateliergemeinschaft tätig. Beide arbeiteten bis 1979 in Leipzig und dann in Hohenölsen und heute in Weida. Dort betreiben sie auch die Galerie „L’art grenier“.
In der DDR gehörte Alexandra Müller-Jontschewa zu den Künstlerinnen „deren Werke mit den Bildprogrammen und ideologischen Vorgaben der Kulturpolitik übereinstimmten.“ Sie war u. a. auf der VIII., IX. und X. Kunstausstellung der DDR vertreten. Eine bedeutende Anzahl ihrer Werke wurde für die Kunstsammlung der Wismut AG erworben. Aber sie gestaltete auch abweichend vom offiziellen Kanon christliche Themen wie in den Tafelbildern „Antonius von Padua predigt den Fischen“ (1980) und „Der Turm“ (1985).
Seit 1993 ist Alexandra Müller-Jontschewa Mitglied (Sociètaire) der Société du Salon d’Automne und seit 1996 der internationalen Künstlergruppe „Libellule“. Sie zählt zu den bekanntesten surrealistischen Malerinnen der Gegenwart. Neben ungezählten Handzeichnungen und Grafiken hat sie bisher über 230 Gemälde geschaffen. Werke von Alexandra Müller-Jontschewa befinden sich in Museen und öffentlichen Sammlungen im In- und Ausland.

## Mitgliedschaften
- bis 1990 Mitglied im Verband Bildender Künstler der DDR
- Mitglied im Verband bildender künstler thüringen e.V.[6]

## Ehrungen
- 1989 Kunstpreis des FDGB
- 1995 Dr. hc. der Academie internationale des Arts Contemporains, Belgien

## Rezeption
„Alexandra Müller-Jontschewa und Hans-Peter Müller gehören zur zweiten Generation der so genannten Leipziger Schule. Ihr künstlerischer Weg findet sich zwischen Symbolismus, Surrealismus und magischem Realismus. Beide arbeiten ausschließlich figurativ und beherrschen das großformatige Tafelbild ebenso wie das Kabinettstück.
Die Welt der Mythen fasziniert das Künstlerpaar so grundlegend, dass es daraus seine Motive gewinnt, mit altmeisterlicher Technik und Präzision ausgeführt und vom surrealistischen Geist durchdrungen. Rätselhafte Metaphern, die beziehungsreich zwischen Heutigem und Vergangenem assoziieren, bieten einen neuartigen Zugang zu Mythen und Legenden, die die Maler als Urbilder im kollektiven Gedächtnis der Menschheit verstehen, ohne sie darauf zu reduzieren.“

## Darstellung in der Kunst
- Wolfgang Peuker: Bildnis Alexandra M. (1976/1977, Öl auf Hartfaser, 86 × 68 cm)[8]

## Museen und öffentliche Sammlungen mit Werken Alexandra Müller-Jontschewas (unvollständig)
- Altenburg/Thür.: Lindenau-Museum
- Dresden: Galerie Neue Meister[9]
- Dresden: Kupferstichkabinett[9]
- Gera: Kunstsammlung Gera
- Halle/Saale: Kunstmuseum Moritzburg
- Jena: Kunstsammlung Jena
- Leipzig: Museum der bildenden Künste Leipzig
- Stendal: Winckelmann-Museum[10]

## Einzelausstellungen (viele gemeinsam mit Hans-Peter Müller)
- 1978 Cottbus, Galerie Carl Blechen
- 1979 Potsdam-Babelsberg, Kleine Galerie im Keller
- 1979 Brandenburg, Galerie in der Steinstraße
- 1980 Gera, Galerie am Markt (Malerei und Grafik)
- 1986 Gera, Galerie am Markt („Antlitz der Arbeiterklasse: Malerei, Grafik“; mit Lutz R. Ketscher und Wolfgang Peuker)
- 2011 Meiningen, Städtische galerie ada
- 2015 Weißenburg, Kunstschranne
- 2017/2018 Jena, Praxisgalerie im Post-Carré („Des Kaisers neue Kleider“)
- 2018 Töppeln, Galerie Carqueville (Surréalisme – der Realität enthoben“)
- 2020 Leipzig, Galerie Koenitz („Abend im Abendland“)
- 2023: Bad Frankenhausen, Panorama-Museum („Gefährdetes Paradies“)[11]